# Philippus van Side
Philippus van Side (ca. 380 - ná 431) was een geschiedschrijver van de vroege christelijke kerk. Hij werd geboren in Side in Pamphylië, in de buurt van het oude Griekse Iconium (het huidige Konya in Turkije). Hij schreef een omvangrijke geschiedenis van het christendom in 36 boeken, waarvan fragmenten bewaard zijn gebleven. Hierin baseerde hij zich op de bekende Historia Ecclesiae van Eusebius van Caesarea.  
Philippus is waarschijnlijk de laatste schrijver die de historicus Papias citeert, en is vooral bekend door zijn verklaring dat Papias in het tweede van zijn vijf boeken vertelde dat de apostel Johannes "door de Joden gedood" was.  
Hij studeerde in Alexandrië bij Rhodon, en gaf omstreeks 405 onderwijs in Side. Later was hij priester in Constantinopel in de kleine kring van Johannes Chrysostomus, en hij was de tegenkandidaat voor het patriarchaat van Constantinopel tegen Sisinnius (425), Nestorius (428) en Maximianus (431), maar steeds zonder resultaat.
Van zijn talrijke boeken resteren slechts fragmenten: van zijn geschiedenis van het christendom en van een polemiek tegen keizer Julianus Apostata. 
- Bibliothèque nationale de France: cb16258128z (data)
- Gemeinsame Normdatei: 100233740
- International Standard Name Identifier: 0000 0000 6700 8243
- Library of Congress Control Number: n85356045
- Nationale Bibliotheek van Israël: 987007312924705171
- Réseau des bibliothèques de Suisse occidentale: 02-A000130227
- Istituto Centrale per il Catalogo Unico: PALV055375
- Virtual International Authority File: 311358489